# Liugaizi
Liugaizi (kinesiska: 刘垓子镇, 刘垓子) är en köping i Kina. Den ligger i provinsen Shandong, i den östra delen av landet, omkring 110 kilometer väster om provinshuvudstaden Jinan. Antalet invånare är 27 587. Befolkningen består av 13 629 kvinnor och 13 958 män. Barn under 15 år utgör 16,0 %, vuxna 15-64 år 74 %, och äldre över 65 år 8,0 %.
Genomsnittlig årsnederbörd är 687 millimeter. Den regnigaste månaden är juli, med i genomsnitt 248 mm nederbörd, och den torraste är januari, med 4 mm nederbörd.